# St. Jakobus d. Ä. (Remblinghausen)

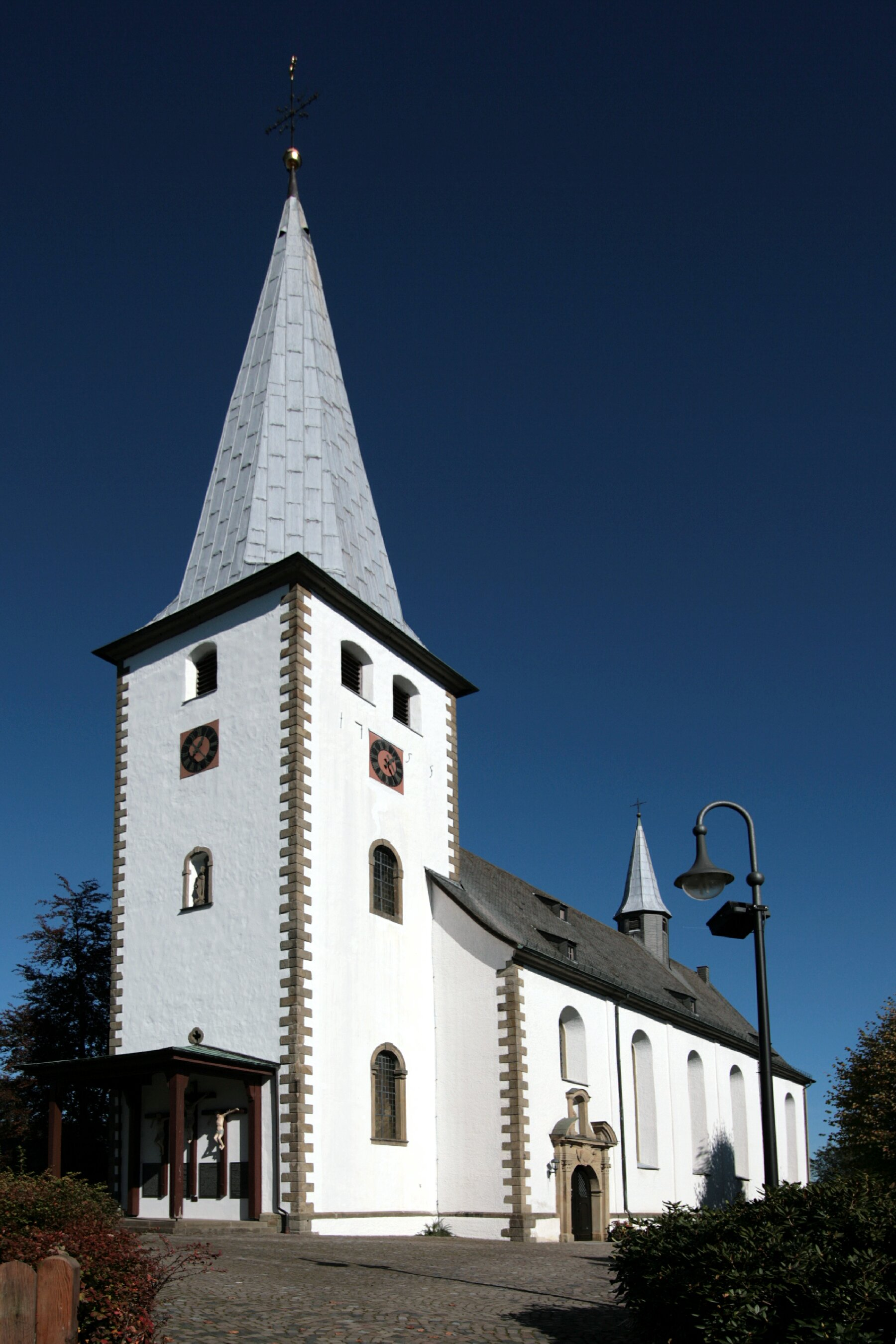
Remblinghausen, St. Jakobus

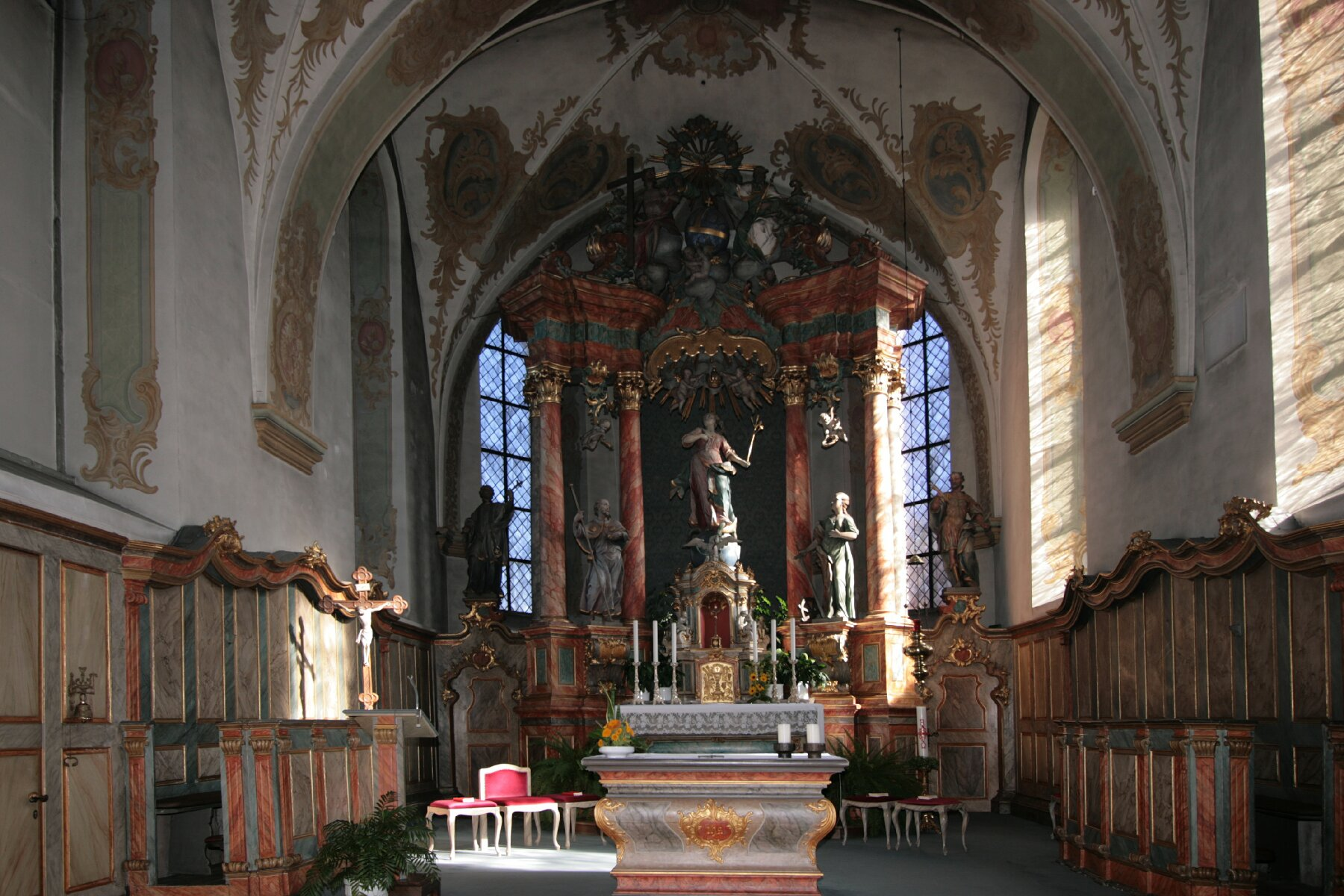
Blick auf den Altar

Die katholische Pfarrkirche St. Jakobus d. Ä. ist ein denkmalgeschütztes Kirchengebäude in Remblinghausen, einem Ortsteil von Meschede im Hochsauerlandkreis in Nordrhein-Westfalen.

## Geschichte und Architektur
Ursprünglich lag das Präsentationsrecht beim Stift Meschede. Das Stift schlug die Pfarrer vor und führte sie ein. Das Recht wurde 1319 von Erzbischof Heinrich II. verliehen.
Die Saalkirche von vier Jochen wurde nach einer Inschrift von 1754 bis 1755 errichtet. Durch die schmalen Kreuzgewölbe und den eingezogenen Chor mit dreiseitigem Schluss wirkt sie noch fast gotisch. Die Gewölbe im Chor bestehen aus Bruchstein, die im Schiff sind aus Lehmfachwerk gefertigt. Der stattliche Westturm wurde 1755 gebaut. Bei Sanierungsarbeiten im Jahr 1980 wurden Reste einer romanischen Vorgängerkirche gefunden. Die Kirche liegt am Jakobsweg, der nach Santiago de Compostela führt.

## Ausstattung
- Der Hochaltar von 1767 wurde 1949 durch einen Brand beschädigt und ergänzend renoviert
- Die Seitenaltäre von 1768 und 1769 sind Arbeiten des Bildhauers Joseph Strathmann aus Anröchte
- Die Kanzel stammt vom Ende des 18. Jahrhunderts
- Eine gefasste lebensgroße Holzfigur vom 16. Jahrhundert stellt Christus in der Rast dar
- Eine sitzende Holzfigur des Hl. Jakobus aus dem 15. Jahrhundert[1]
- Der Westturm trägt drei Glocken, die im Te-Deum-Motiv fis'-a'-h' erklingen. Die große Glocke entstand 1444. Die beiden kleineren Glocken wurden 1950 bei Petit & Edelbrock gegossen. Im Dachreiter hängt noch eine kleine Kleppglocke.